# カル・ローリー
- キャル・ラリー

ケイレブ・ジョン・ローリー（Caleb John Raleigh, 英語発音: /ˈkæl ˈrɑːli/; 1996年11月26日 - ）は、 アメリカ合衆国ノースカロライナ州ジャクソン郡カラウィ出身のプロ野球選手（捕手）。右投両打。MLBのシアトル・マリナーズ所属。愛称はBig Dumper（ビッグ・ダンパー）。
父のトッド・ローリー は大学野球の元捕手で、引退後にコーチとなりテネシー大学などでヘッドコーチも務めた。叔父のマット・ローリーは元マイナーリーガーである。

## 経歴

### 生い立ち
野球一家だった影響で、歩けるようになった時にはバットを握っていたという。加えて父親の野球に対する情熱に影響され自然とプレイしたいと思うようになった。子供の頃はジェイソン・バリテック率いるボストン・レッドソックスのファンであった。2015年、スモーキーマウンテン高等学校 の捕手としてシニアリーグに出場、打率.459、10本塁打、23打点、20盗塁を記録しルイビルスラッガー・ファーストチーム・オールアメリカに選出された。フロリダ州立大学へ進学すると1年生からレギュラーとなり、3年次には主に捕手として全62試合に先発出場し打率.326、13本塁打、54打点、OPS1.030を記録し、アドリー・ラッチマン、ジョーイ・バート、ニック・フォーテスらと共にジョニー・ベンチ賞 のセミファイナリストに選出された。

### プロ入りとマリナーズ時代
2018年のMLBドラフト3巡目（全体90位）でシアトル・マリナーズから指名されプロ入り。契約後、傘下のA-級エバレット・アクアソックスでプロデビューを果たし、38試合に出場して打率.288、8本塁打、29打点、1盗塁を記録した。
2019年はA+級モデスト・ナッツとAA級アーカンソー・トラベラーズでプレー。2球団合計で121試合に出場し、打率.251、29本塁打、82打点、4盗塁を記録した。
2020年は新型コロナウイルスの影響でマイナーリーグの試合が開催されず、公式戦の出場は無かった。
2021年は5月のマイナーリーグ開幕からAAA級タコマ・レイニアーズでプレー。7月11日にメジャー契約を結び、アクティブ・ロースターに登録された。同日のロサンゼルス・エンゼルス戦で「6番・捕手」として先発出場し、メジャーデビューを果たしたが、4打数無安打だった。
2022年は開幕をメジャーで迎え、控え捕手としてスタートしたが、トム・マーフィーの負傷に伴い5月7日から正捕手を任されると、6月に6本塁打、14打点、9月にはチーム最多の8本塁打、18打点を記録するなど、攻撃面でもチームを支えた。プレーオフ進出へのマジックナンバーを1として迎えた9月30日のオークランド・アスレチックス戦では、9回裏に同点の場面で代打サヨナラ本塁打を放ち、マリナーズ21年ぶりのプレーオフ進出を決めた。レギュラーシーズンでは119試合に出場し、打率.211、出塁率.284、長打率.489、20二塁打、1三塁打、27本塁打、63打点を記録。シーズン27本塁打は、マイク・ズニーノの25本を上回り、マリナーズの捕手におけるシーズン最多本塁打記録であり、同年のメジャーリーグ全捕手の中で最多本塁打であった。さらに守備面でもア・リーグ最多の25盗塁刺を記録するなど、捕手部門のゴールドグラブ賞とシルバースラッガー賞の最終候補に選ばれたが、それぞれニューヨーク・ヤンキースのホセ・トレビーノとトロント・ブルージェイズのアレハンドロ・カークに敗れた。
2023年5月15日にフェンウェイ・パークで行われた同一試合において、左右両打席から本塁打を放った史上初の捕手となった。シーズンでは145試合に出場し、打率.232、30本塁打、75打点を記録した。マリナーズがポストシーズン進出を逃した際、ローリーは球団の補強資金への出し惜しみを批判し、「マリナーズのファームシステムにおける選手育成は本当に素晴らしい。しかし、時にはお金を出して選手を獲得する必要がある。それが野球というものだ。オフシーズンの動向に注目している。願わくば、新たな選手を加え、より強いチームになれることを期待している」と述べた。また、2023年もシルバースラッガー賞の最終候補に選ばれたが、アドリー・ラッチマンに敗れた。
2024年は最終戦でシーズン34本目の本塁打を放ち、キャリア初のシーズン100打点に到達した。この本塁打は通算93本目であり、マイク・ピアッツァが保持していた捕手によるデビューから4シーズンの最多本塁打記録を更新した。また、捕手の100打点達成は21世紀に入ってから6人目の快挙だった。最終成績は153試合に出場、打率.220、34本塁打、100打点、6盗塁、176三振を記録し、3年連続でシルバースラッガー賞の最終候補に選ばれたが、サルバドール・ペレスに敗れた。また、守備面でもマリナーズの先発投手陣を支え、先発防御率3.38でリーグ1位を記録。特にブライス・ミラーとブライアン・ウーの女房役として好投を引き出し、防御率の大幅な改善に貢献した。加えてDRS（守備により防いだ失点）27は最多タイであり、フレーミングによる貢献を示す指標でもメジャーリーグ全捕手の中でトップを記録、ワイルドピッチの発生率も最小レベルに抑え、スプリッターを多投する投手が多いマリナーズにおいて特筆すべき成果を挙げた。これらの活躍により、ゴールドグラブ賞とプラチナグラブ賞を受賞し、マリナーズ球団史上初のプラチナグラブ賞受賞者となった。
2025年シーズンは、開幕から本塁打を量産。アーロン・ジャッジや大谷翔平らを凌ぐ勢いで本塁打を連発。7月31日のテキサス・レンジャーズ戦では42号本塁打を放ち、トッド・ハンドリーの持つ両打ち捕手のMLBシーズン最多本塁打記録を更新した。

## 人物
- ニックネーム「ビッグ・ダンパー」は、ローリーの臀部にちなんで名付けられ、チームメイトのジャレッド・ケルニックによって広められた。ケルニックは2020年にこのニックネームを使い始め[35]、2021年にローリーがマイナーからマリナーズに昇格した際にツイートした[36]。ローリーの母親は、このニックネームを好ましく思っていないが、息子へのファンの温かい応援には感謝していると語っている[37]。
- 2020年12月にフロリダ州立大学でビジネス・アントレプレナーシップの学位を取得した。同年の初頭にビジネス法やマーケティングなど5つのクラスを修了し、新型コロナウイルスの影響でマイナーリーグの試合が中止となる中、卒業に必要な最後の12クレジットをオンライン授業で取得している[38][39]。
- 2024年6月13日、ローリーはマリナーズのファン参加型プロモーション「ビューナー・バズカット」の30周年記念イベントに参加し、マリナーズ殿堂入り選手ジェイ・ビューナーによって頭を剃られた（参加者は、基本的に頭を剃られる事になるが、すでに禿頭で来場した場合でも、景品の無料チケットとTシャツを獲得できる）[40]。

## 詳細情報

### 年度別打撃成績
| 年 度    | 球 団    | 試 合 | 打 席 | 打 数 | 得 点 | 安 打 | 二 塁 打 | 三 塁 打 | 本 塁 打 | 塁 打 | 打 点 | 盗 塁 | 盗 塁 死 | 犠 打 | 犠 飛 | 四 球 | 敬 遠 | 死 球 | 三 振 | 併 殺 打 | 打 率 | 出 塁 率 | 長 打 率 | O P S |
| -------- | -------- | ----- | ----- | ----- | ----- | ----- | -------- | -------- | -------- | ----- | ----- | ----- | -------- | ----- | ----- | ----- | ----- | ----- | ----- | -------- | ----- | -------- | -------- | ----- |
| 2021     | SEA      | 47    | 148   | 139   | 6     | 25    | 12       | 0        | 2        | 43    | 13    | 0     | 0        | 0     | 1     | 7     | 0     | 1     | 52    | 3        | .180  | .223     | .309     | .532  |
| 2022     | SEA      | 119   | 415   | 370   | 46    | 78    | 20       | 1        | 27       | 181   | 63    | 1     | 0        | 0     | 5     | 38    | 0     | 2     | 122   | 5        | .211  | .284     | .489     | .774  |
| 2023     | SEA      | 145   | 569   | 513   | 78    | 119   | 23       | 1        | 30       | 234   | 75    | 0     | 0        | 0     | 1     | 54    | 1     | 1     | 158   | 6        | .232  | .306     | .456     | .762  |
| 2024     | SEA      | 153   | 628   | 546   | 73    | 120   | 16       | 0        | 34       | 238   | 100   | 6     | 1        | 0     | 6     | 70    | 4     | 6     | 176   | 7        | .220  | .312     | .436     | .748  |
| MLB：4年 | MLB：4年 | 464   | 1760  | 1568  | 203   | 342   | 71       | 2        | 93       | 696   | 251   | 7     | 1        | 0     | 13    | 169   | 5     | 10    | 508   | 21       | .218  | .296     | .444     | .740  |

- 2024年度シーズン終了時

### 年度別守備成績
| 年 度 | 球 団 | 捕手（C） | 捕手（C） | 捕手（C） | 捕手（C） | 捕手（C） | 捕手（C） | 捕手（C） | 捕手（C） | 捕手（C） | 捕手（C） |
| 年 度 | 球 団 | 試 合     | 刺 殺     | 補 殺     | 失 策     | 併 殺     | 守 備 率  | 捕 逸     | 許 盗 塁  | 盗 塁 刺  | 阻 止 率  |
| ----- | ----- | --------- | --------- | --------- | --------- | --------- | --------- | --------- | --------- | --------- | --------- |
| 2021  | SEA   | 43        | 303       | 8         | 1         | 0         | .997      | 5         | 19        | 5         | .208      |
| 2022  | SEA   | 115       | 911       | 28        | 6         | 3         | .994      | 3         | 53        | 25        | .321      |
| 2023  | SEA   | 128       | 1083      | 40        | 10        | 7         | .991      | 3         | 78        | 27        | .257      |
| 2024  | SEA   | 135       | 1138      | 51        | 6         | 8         | .995      | 5         | 81        | 32        | .283      |
| MLB   | MLB   | 421       | 3435      | 127       | 23        | 18        | .994      | 16        | 231       | 89        | .278      |

- 2024年度シーズン終了時
- 各年度の太字はリーグ最高
- 各年度の太字年はゴールドグラブ賞受賞

### 表彰
- ゴールドグラブ賞（捕手部門）：1回（2024年）
- プラチナ・ゴールド・グラブ賞：1回（2024年）
- プレイヤー・オブ・ザ・マンス：1回（2025年6月）
- プレイヤー・オブ・ザ・ウィーク：2回（2025年6月1日・22日）

### 記録
- MLBオールスターゲーム選出：1回（2025年）

### 背番号
- 29（2021年 - ）